# 김병준 (쇼트트랙 선수)
김병준(1988년 2월 8일~)은 쇼트트랙 선수이다. 신체 170cm, 65kg.

## 학력
- 광문고등학교
- 경희대학교 스포츠지도학

## 수상내역
- 2012 ISU 쇼트트랙월드컵 4차 대회 남자 5000m 계주 금메달
- 2012 ISU 쇼트트랙월드컵 3차 대회 남자 1500m 금메달
- 2012 ISU 쇼트트랙월드컵 2차 대회 남자 5000m 계주 금메달
- 2012 ISU 쇼트트랙월드컵 2차 대회 남자 500m 파이널B 은메달
- 2012 ISU 쇼트트랙월드컵 1차 대회 남자 5000m 계주 금메달
- 2011 ISU 쇼트트랙 월드컵 5차 대회 남자 1000m 금메달
- 2011 제7회 아스타나-알마티 동계아시안게임 쇼트트랙 남자 5000m 계주 금메달
- 2010 ISU 쇼트트랙 월드컵 3차 대회 남자 1000m 금메달
- 2007 ISU 세계선수권대회 남자 5000m 계주 금메달
- 2007 창춘 동계아시안게임 쇼트트랙 남자 5000m 계주 금메달
- 2006 ISU 쇼트트랙 월드컵 3차 대회 남자 5000m 계주 금메달
- 2006 ISU 쇼트트랙 월드컵 남자 5000m 계주 금메달

## 경력
- 2011 제7회 아스타나-알마티 동계 아시아 경기대회 쇼트트랙 국가대표
- 2007 창춘 동계아시안게임 쇼트트랙 국가대표